# Sys (album)
Sys er det tredje studiealbum fra den danske popsangerinde Sys Bjerre. Det blev udgivet den 17. august 2012.
GAFFA gav albummet tre ud af seks stjerner. Nummeret "Sku' Ha' Gået Hjem" kom ind som #33 på Track Top-40.

## Spor
1. "Sku' Ha' Gået Hjem" - 3:37
2. "Karma" - 3:32
3. "Hey Vanessa" - 3:32
4. "Kære Kina" - 2:51
5. "Jeg Har Det Sjovt" - 2:51
6. "Sommer, Sol Og Søndag" - 3:11
7. "100 År" - 2:39
8. "Klisterbånd Og Kompromiser" - 3:12
9. "VIP OMG" - 3:31
10. "Hånd I Hånd" - 4:17
11. "Hurtig" - 3:54